# Dysoxylum
Genre
Classification phylogénétique
Dysoxylum est un genre d'arbres de la famille des Meliaceae.

## Liste d'espèces
- Dysoxylum bijugum (Labill.) Seemann
- Dysoxylum binectariferum (Roxb.) Hook.f.
- Dysoxylum fraserianum (A.Juss.) Benth.
- Dysoxylum huntii Merrill ex Setchell
- Dysoxylum maota Reinecke
- Dysoxylum mollissimum Blume
- Dysoxylum spectabile (G.Forst.) Hook.f.